# Ley de gravedad (álbum)
Ley de gravedad es el décimo álbum de estudio del cantante puertorriqueño de pop latino Luis Fonsi, lanzado el 11 de marzo de 2022 a través de Universal Music Latin.
El álbum se caracteriza por la combinación de ritmos entre urbano, pop, tropical y balada. Asimismo, el álbum se estrenó junto a su sencillo «Dolce».
De este álbum, se desprenden algunos sencillos como: «Date la vuelta», «Bésame», «Perfecta» y «Nuestra balada» entre otros. En este álbum, están incluidas las participaciones de Nicky Jam, Cali & El Dandee, Farruko, Rauw Alejandro, Sebastián Yatra, Manuel Turizo y Dalex.

## Lista de canciones
| N.º | Título                                             | Duración |  |
| 1.  | «Dolce»                                            | 2:52     |  |
| 2.  | «Vacaciones» (con Manuel Turizo)                   | 2:35     |  |
| 3.  | «Bésame» (con Myke Towers)                         | 2:49     |  |
| 4.  | «Luna»                                             | 3:07     |  |
| 5.  | «Nuestra balada»                                   | 2:46     |  |
| 6.  | «Vacío» (con Rauw Alejandro)                       | 2:47     |  |
| 7.  | «Iglú»                                             | 2:36     |  |
| 8.  | «Fin de semana»                                    | 2:24     |  |
| 9.  | «Ley de gravedad» (con Cali & El Dandee)           | 2:22     |  |
| 10. | «Equivocada»                                       | 2:52     |  |
| 11. | «Guapa»                                            | 2:26     |  |
| 12. | «Culpable»                                         | 2:39     |  |
| 13. | «Perfecta» (con Farruko)                           | 3:14     |  |
| 14. | «Perfecta» (con Farruko, Dalex y Juanka)           | 3:56     |  |
| 15. | «Date la vuelta» (con Nicky Jam y Sebastián Yatra) | 3:39     |  |
| 16. | «Girasoles»                                        | 2:50     |  |